# ۳۶ (قمری)
۳۶ (قمری)، سی و ششمین سال در گاهشماری هجری قمری است. اول محرم این سال برابر با سوم ژوئیه سال ۶۵۶ میلادی است.

## رویدادها
- ۱۲ رجب - انتخاب  کوفه از طرف علی بن ابیطالب  به عنوان مرکز خلافت .

- ۱۰ جمادی‌الاول - جنگ جمل میان لشکر عایشه و تابعانش و لشکر علی بن ابی‌طالب (خلیفه مسلمانان) که با پیروزی علی بن ابی‌طالب به پایان رسید.

- انتصاب قیس بن سعد، از طرف علی بن ابیطالب به ولایت مصر

## مناسبت‌ها
== زادگان ==حسینعلی

## درگذشتگان
- ۲۸ محرم ، حذیفه بن یمان از اصحاب پیامبر

- سلمان فارسی از اصحاب  پیامبر در شهر مدائن

- زبیر بن عوام ، کشته شدن در جنگ جمل

- طلحه بن عبیدالله ، کشته شدن در جنگ جمل

- حکیم بن جبله ، از یاران علی بن ابیطالب

## وابسته
- علی بن حسین (امام چهارم شیعه)
- عثمان بن حنیف